# Persone di cognome Morrison
| Questa pagina contiene informazioni ricavate automaticamente dalle voci biografiche con l'ausilio del template Bio e di un bot. L'aggiornamento è periodico e automatico e ricostruisce completamente la pagina. Se manca una persona in questa lista, sei pregato di non aggiungerla, ma accertati piuttosto che la sua voce biografica contenga il template Bio e che i dati anagrafici siano correttamente compilati. Se il template Bio manca, inseriscilo tu stesso o, in alternativa, metti l'avviso {{tmp\|Bio}} che ne segnala la mancanza. Se i dati riportati sono sbagliati, correggi direttamente la voce biografica; le modifiche saranno visibili in questa lista entro pochi giorni. Per chiarimenti vedi il progetto antroponimi. La lista contiene solo le 87 persone che sono citate nell'enciclopedia e per le quali è stato implementato correttamente il template Bio. Pagina aggiornata al 23 lug 2025. |

Questa è una lista di persone presenti nell'enciclopedia che hanno il cognome Morrison, suddivise per attività principale.

## Allenatori di calcio(2)
- Andy Morrison, allenatore di calcio e ex calciatore scozzese (Inverness, n. 1970)
- James Clark Morrison, allenatore di calcio e ex calciatore scozzese (Darlington, n. 1986)

## Allenatori di hockey su ghiaccio(1)
- Mark Morrison, allenatore di hockey su ghiaccio e ex hockeista su ghiaccio canadese (Delta, n. 1963)

## Allenatori di pallacanestro(1)
- Scott Morrison, allenatore di pallacanestro canadese (Isola del Principe Edoardo, n. 1978)

## Arbitri di rugby a 15(1)
- Ed Morrison, arbitro di rugby a 15 e dirigente sportivo britannico (Bristol, n. 1951)

## Architetti(1)
- William Vitruvius Morrison, architetto irlandese (Clonmel, n. 1794 - Bray, † 1838)

## Atlete paralimpiche(1)
- Rachael Morrison, atleta paralimpica statunitense (Royal Oak, n. 1987)

## Attori(8)
- Ernest Morrison, attore statunitense (New Orleans, n. 1912 - Lynwood, † 1989)
- James Morrison, attore statunitense (Anchorage, n. 1954)
- James W. Morrison, attore statunitense (Mattoon, n. 1888 - New York, † 1974)
- Kenny Morrison, attore statunitense (Los Angeles, n. 1974)
- Matthew Morrison, attore, cantante e ballerino statunitense (Fort Ord, n. 1978)
- Temuera Morrison, attore neozelandese (Rotorua, n. 1960)
- John Wayne, attore, produttore cinematografico e regista statunitense (Winterset, n. 1907 - Los Angeles, † 1979)
- Ethan Wayne, attore e stuntman statunitense (Encino, n. 1962)

## Attrici(7)
- Janet Leigh, attrice statunitense (Merced, n. 1927 - Beverly Hills, † 2004)
- Ann Morrison, attrice statunitense (Sioux City, n. 1956)
- Dorothy Morrison, attrice statunitense (Los Angeles, n. 1919 - † 2017)
- Florence Morrison, attrice statunitense (Los Angeles, n. 1915 - Los Angeles, † 2000)
- Jennifer Morrison, attrice statunitense (Chicago, n. 1979)
- Colleen Moore, attrice e cantante statunitense (Port Huron, n. 1899 - Paso Robles, † 1988)
- Shelley Morrison, attrice statunitense (New York, n. 1936 - Los Angeles, † 2019)

## Attrici pornografiche(1)
- Malena Morgan, ex attrice pornografica statunitense (n. 1991)

## Calciatori(9)
- Ching Morrison, calciatore irlandese (Belfast, n. 1874 - † 1940)
- Bob Morrison, calciatore nordirlandese (Greenock, n. 1869 - Belfast, † 1891)
- Clinton Morrison, ex calciatore irlandese (Wandsworth, n. 1979)
- Dave Morrison, ex calciatore inglese (Waltham Forest, n. 1974)
- Jason Morrison, ex calciatore giamaicano (Falmouth, n. 1984)
- Michael Morrison, calciatore inglese (Bury St Edmunds, n. 1988)
- Ravel Morrison, calciatore inglese (Manchester, n. 1993)
- Sean Morrison, calciatore inglese (Plymouth, n. 1991)
- Willie Morrison, calciatore scozzese (Edimburgo, n. 1934 - † 2001)

## Canottieri(1)
- Robert Morrison, canottiere britannico (Richmond upon Thames, n. 1902 - Longstanton, † 1980)

## Cantanti(1)
- Mark Morrison, cantante britannico (Hannover, n. 1972)

## Cantautori(2)
- Van Morrison, cantautore, polistrumentista e paroliere nordirlandese (Belfast, n. 1945)
- Jim Morrison, cantautore e poeta statunitense (Melbourne, n. 1943 - Parigi, † 1971)

## Cestisti(9)
- Mike Morrison, ex cestista statunitense (Washington, n. 1967)
- Mike Morrison, ex cestista statunitense (St. Petersburg, n. 1989)
- Red Morrison, cestista statunitense (Fresno, n. 1932 - † 2023)
- Adam Morrison, ex cestista e allenatore di pallacanestro statunitense (Glendive, n. 1984)
- Brian Morrison, ex cestista statunitense (Seattle, n. 1982)
- Dominique Morrison, cestista statunitense (Kansas City, n. 1989)
- Emmett Morrison, cestista statunitense (Rossiter, n. 1915 - Georgetown, † 1993)
- John Morrison, ex cestista e allenatore di pallacanestro statunitense (Roselle Park, n. 1945)
- Scott Morrison, ex cestista canadese (Vancouver, n. 1986)

## Chimici(1)
- William Morrison, chimico e imprenditore scozzese (Scozia, n. 1855 - California, † 1927)

## Chitarristi(2)
- Billy Morrison, chitarrista britannico (Londra, n. 1969)
- Sterling Morrison, chitarrista e bassista statunitense (East Meadow, n. 1942 - Poughkeepsie, † 1995)

## Collezionisti d'arte(1)
- Alfred Morrison, collezionista d'arte britannico (Londra, n. 1821 - Fonthill Gifford, † 1897)

## Compositrici(1)
- Greg Morrison, compositrice e paroliera canadese (n. 1965)

## Designer(1)
- Jasper Morrison, designer inglese (Londra, n. 1959)

## Direttrici della fotografia(1)
- Rachel Morrison, direttrice della fotografia statunitense (Cambridge, n. 1978)

## Fisici(1)
- Philip Morrison, fisico statunitense (Somerville, n. 1915 - Cambridge, † 2005)

## Fotografe(2)
- Hedda Morrison, fotografa tedesca (Stoccarda, n. 1908 - Canberra, † 1991)
- Helen Balfour Morrison, fotografa statunitense (Evanston, n. 1890 - Highland Park, † 1984)

## Fumettisti(1)
- Grant Morrison, fumettista britannico (Glasgow, n. 1960)

## Giocatori di football americano(4)
- Antonio Morrison, giocatore di football americano statunitense (Bellwood, n. 1994)
- Benjamin Morrison, giocatore di football americano statunitense (Phoenix, n. 2004)
- Dennis Morrison, ex giocatore di football americano statunitense (Pico Rivera, n. 1951)
- Kirk Morrison, giocatore di football americano statunitense (Oakland, n. 1982)

## Giornalisti(1)
- Danny Morrison, giornalista, scrittore e politico britannico (Belfast, n. 1953)

## Hockeisti su ghiaccio(3)
- Lew Morrison, hockeista su ghiaccio canadese (Gainsborough, n. 1948 - † 2023)
- Brendan Morrison, ex hockeista su ghiaccio canadese (Pitt Meadows, n. 1975)
- Doug Morrison, ex hockeista su ghiaccio canadese (Prince George, n. 1960)

## Imprenditori(1)
- Bryan Morrison, imprenditore e giocatore di polo britannico (Londra, n. 1942 - † 2008)

## Inventori(1)
- Walter Frederick Morrison, inventore statunitense (Richfield, n. 1920 - Utah, † 2010)

## Lottatori(1)
- Allie Morrison, lottatore statunitense (Marshalltown, n. 1904 - Omaha, † 1966)

## Magistrati(1)
- Howard Morrison, giudice britannico (n. 1949)

## Militari(3)
- George Stephen Morrison, militare statunitense (Rome, n. 1919 - Coronado, † 2008)
- Joseph Wanton Morrison, militare britannico (New York, n. 1783 - Arakan, † 1826)
- William Morrison, I visconte Dunrossil, ufficiale e politico britannico (Torinturk, n. 1893 - Canberra, † 1961)

## Missionari(1)
- Robert Morrison, missionario, sinologo e lessicografo britannico (Morpeth, n. 1782 - Canton, † 1834)

## Ostacoliste(1)
- Ebony Morrison, ostacolista statunitense (Miami, n. 1994)

## Pattinatori di velocità su ghiaccio(1)
- Denny Morrison, pattinatore di velocità su ghiaccio canadese (Chetwynd, n. 1985)

## Poeti(1)
- Blake Morrison, poeta e scrittore inglese (Skipton, n. 1950)

## Politiche(1)
- Kelly Morrison, politica statunitense (Minneapolis, n. 1969)

## Politici(3)
- Herbert Stanley Morrison, politico britannico (Londra, n. 1888 - Peckham, † 1965)
- James H. Morrison, politico statunitense (Hammond, n. 1908 - Hammond, † 2000)
- Scott Morrison, politico australiano (Waverley, n. 1968)

## Produttori cinematografici(1)
- Michael Wayne, produttore cinematografico e attore statunitense (Los Angeles, n. 1934 - Burbank, † 2003)

## Pugili(1)
- Tommy Morrison, pugile e attore statunitense (Gravette, n. 1969 - Omaha, † 2013)

## Registi(1)
- Christopher Morrison, regista e fumettista inglese (Londra)

## Sciatori(1)
- Seth Morrison, sciatore statunitense (Murray, n. 1973)

## Tenniste(1)
- Ruia Morrison, ex tennista neozelandese (Tikirere, n. 1936)

## Tennisti(1)
- Jeff Morrison, ex tennista statunitense (Huntington, n. 1979)

## Velociste(1)
- Natasha Morrison, velocista giamaicana (n. 1992)

## Wrestler(1)
- J.J. Dillon, ex wrestler statunitense (Trenton, n. 1942)